# Fjällknagglav
Fjällknagglav (Toninia squalescens) är en lavart som först beskrevs av William Nylander och fick sitt nu gällande namn av Thore M. Fries. 
Fjällknagglav ingår i släktet Toninia och familjen Ramalinaceae.  Arten är reproducerande i Sverige. Inga underarter finns listade i Catalogue of Life.